# Жарнево
Жарнево — деревня в Смоленском районе Смоленской области России. Входит в состав Пионерского сельского поселения. Население — 1 житель (2010 год). 
Расположена в западной части области в 16 км к юго-западу от Смоленска, в 14 км южнее автодороги А141 Орёл — Витебск, на берегу реки Тростянка. В 18 км севернее деревни расположена железнодорожная станция Дачная-2 на линии Смоленск — Витебск. 

## История
В годы Великой Отечественной войны деревня была оккупирована гитлеровскими войсками в июле 1941 года, освобождена в сентябре 1943 года. 